# Otto von Campenhausen
Otto Freiherr von Campenhausen (* 7. Februar 1932 in Burg Schwarzenfels) ist ein deutscher Jurist. Von 1989 bis 1997 war er Präsident des Kirchenamtes der EKD.

## Werdegang
Otto von Campenhausen stammt aus einem baltendeutschen Adelsgeschlecht und besuchte bis 1952 Schulen in Ostpreußen und Hessen. Von 1952 bis 1956 war von Campenhausen Stipendiat des Evangelischen Studienwerks Villigst und studierte Jura in Marburg und Kiel. Von 1957 bis 1989 arbeitete Otto von Campenhausen im Dienste des Landes Schleswig-Holstein und in Lüneburg als Staatsanwalt, Regierungsrat und Amtsgerichtsrat, er war Amtsgerichtsdirektor in Eckernförde, Vizepräsident des Landgerichts in Kiel sowie ab 1980 als Präsident des Landgerichtes Itzehoe tätig. 1989 wurde er vom Rat der EKD zum Präsidenten des Kirchenamtes der EKD berufen und nahm dieses Amt bis 1997 wahr. Er gilt als „Architekt“ der Wiedervereinigung der Landeskirchen in Ost und West unter dem Dach der EKD.

## Weitere Ämter
- 1979–1985: Mitglied des Rates der EKD
- 1971–1989: Mitglied der Synode der EKD
- 1973–1979: Mitglied des Präsidiums der EKD-Synode
- 1985–1989: Leitung des Ausschusses "Kirche, Gesellschaft und Staat" der EKD-Synode

## Auszeichnungen
- 1992: Bundesverdienstkreuz Erster Klasse.